# Gene Fullmer
Gene Fullmer (* 21. Juli 1931 in West Jordan, Utah; † 27. April 2015 in Taylorsville, Utah) war ein US-amerikanischer Boxer.

## Profikarriere
Der aus der Boxprovinz Utah stammende Mormone wurde 1951 Profi im Mittelgewicht und schlug in der Anfangsphase seiner Karriere Paul Pender, Rocky Castellani, Gil Turner und Ralph „Tiger“ Jones, was ihn trotz dreier Punktniederlagen in der Zwischenzeit als Weltklassemann etablierte. Fullmer verfügte über eine solide Schlagkraft und überdurchschnittliche Nehmerfähigkeiten; er boxte aggressiv, aber ohne große Feinheiten.
Am 2. Januar 1957 errang er den Weltmeistertitel durch einen Punktsieg über fünfzehn Runden gegen den allmählich alt werdenden Sugar Ray Robinson. Im Rückkampf – vier Monate später – verlor er den Gürtel allerdings bereits wieder. Robinson schlug ihn durch einen der berühmtesten linken Haken der Boxgeschichte mit einem einzigen Volltreffer in der fünften Runde k. o.
1959 besiegte er Carmen Basilio für den Titel nach Version NBA durch technischen K. o. in der vierzehnten Runde. Er verteidigte ihn sieben Mal, unter anderem gegen Spider Webb, Basilio, Robinson in einem dritten Kampf (Punktsieg), Florentino Fernández und Benny Paret. In einem vierten Kampf gegen Robinson boxte er, wie auch gegen Joey Giardello, unentschieden.
1962 traf er mit dem Nigerianer Dick Tiger auf einen Gegner, den er einfach nicht besiegen konnte; Tiger nahm ihm den Titel über fünfzehn Runden nach Punkten ab. Ein zweiter Kampf endete unentschieden, einen dritten verlor er vorzeitig. Anschließend beendete er seine Karriere.
Im Jahr 1968 war er in einer kleinen Rolle in dem Kriegsfilm Die Teufelsbrigade zu sehen.
Gene Fullmers Bruder Don war ebenfalls erfolgreicher Weltranglistenboxer.
1991 fand Fullmer Aufnahme in die International Boxing Hall of Fame. Er starb am 27. April 2015 im Alter von 83 Jahren in Taylorsville, Utah, an den Folgen einer durch eine bakterielle Infektion begleiteten Demenz.